# Contra (trò chơi điện tử)
Contra là một trò chơi video của hệ máy Nintendo Entertainment System (NES). Game được phát triển bởi hãng Konami vào năm 1988.